# Gare de Marcigny
La gare de Marcigny est une gare ferroviaire, fermée et désaffectée, de la ligne du Coteau à Montchanin. Elle est située rue de la gare, ou voie verte, sur le territoire de la commune de Marcigny dans le département de Saône-et-Loire en région administrative Bourgogne-Franche-Comté,  en France.

## Situation ferroviaire
Établie à 251 mètres d'altitude, la gare de Marcigny est située au point kilométrique (pk) 34,600 de la ligne du Coteau à Montchanin, entre les gares d'Iguerande et de Montceaux - Vindecy.

## Histoire
La gare de Marcigny est mise en service le 1er juin 1882 par la Compagnie des chemins de fer de Paris à Lyon et à la Méditerranée (PLM), lorsqu'elle ouvre à l'exploitation la section, à voie unique, du Coteau à Paray-le-Monial.
En 1911, la gare figure dans la Nomenclature des gares stations et haltes du PLM. C'est une gare de la 4e section de la ligne PLM de Roanne à Montchanin, située entre la gare d'Iguerande et la gare de Montceaux - Vindecy. Elle peut recevoir des dépêches privées, elle est : « ouverte au service complet de la grande vitesse, à l'exclusion des chevaux chargés dans des wagons écuries s'ouvrant en bout et des voitures à 4 roues, à deux fonds et à deux banquettes dans l'intérieur, omnibus, diligence, etc. » ; et « ouverte au service complet de la petite vitesse, à l'exclusion des chevaux chargés... ».

Début des années 1900
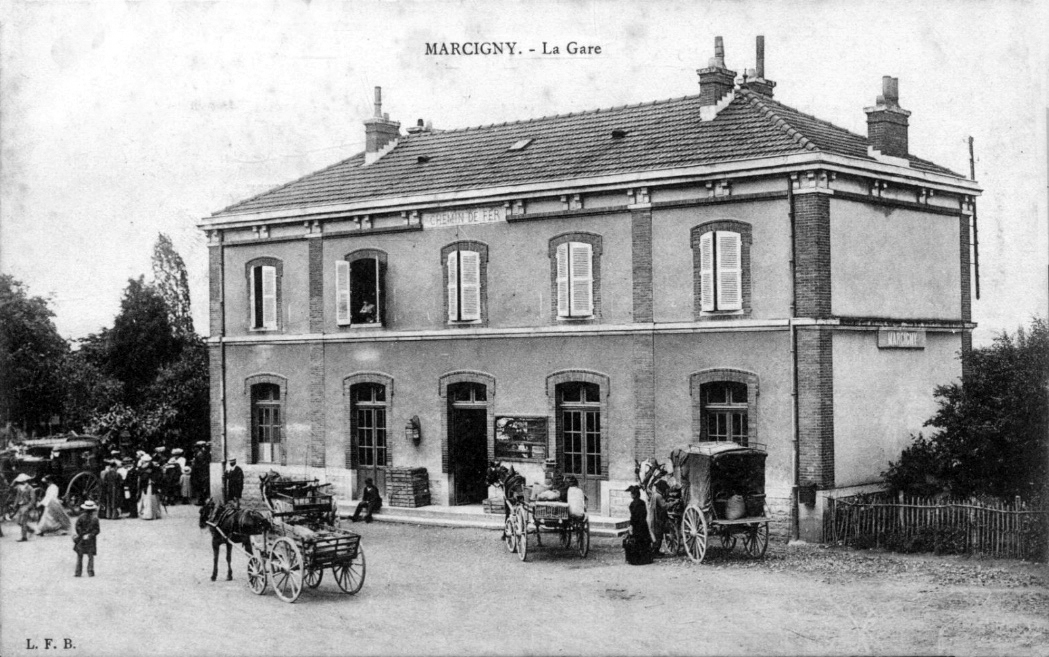
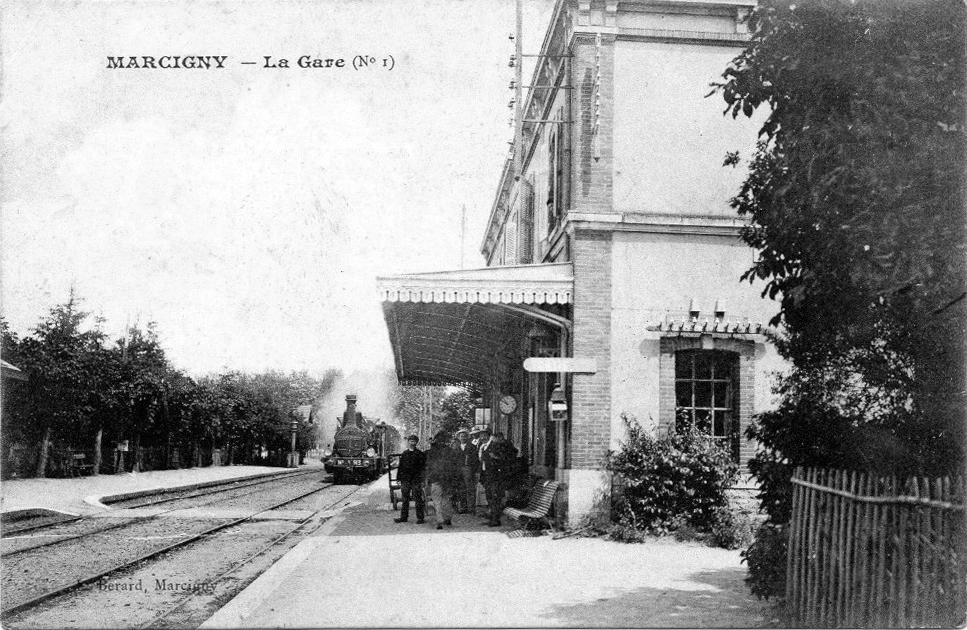
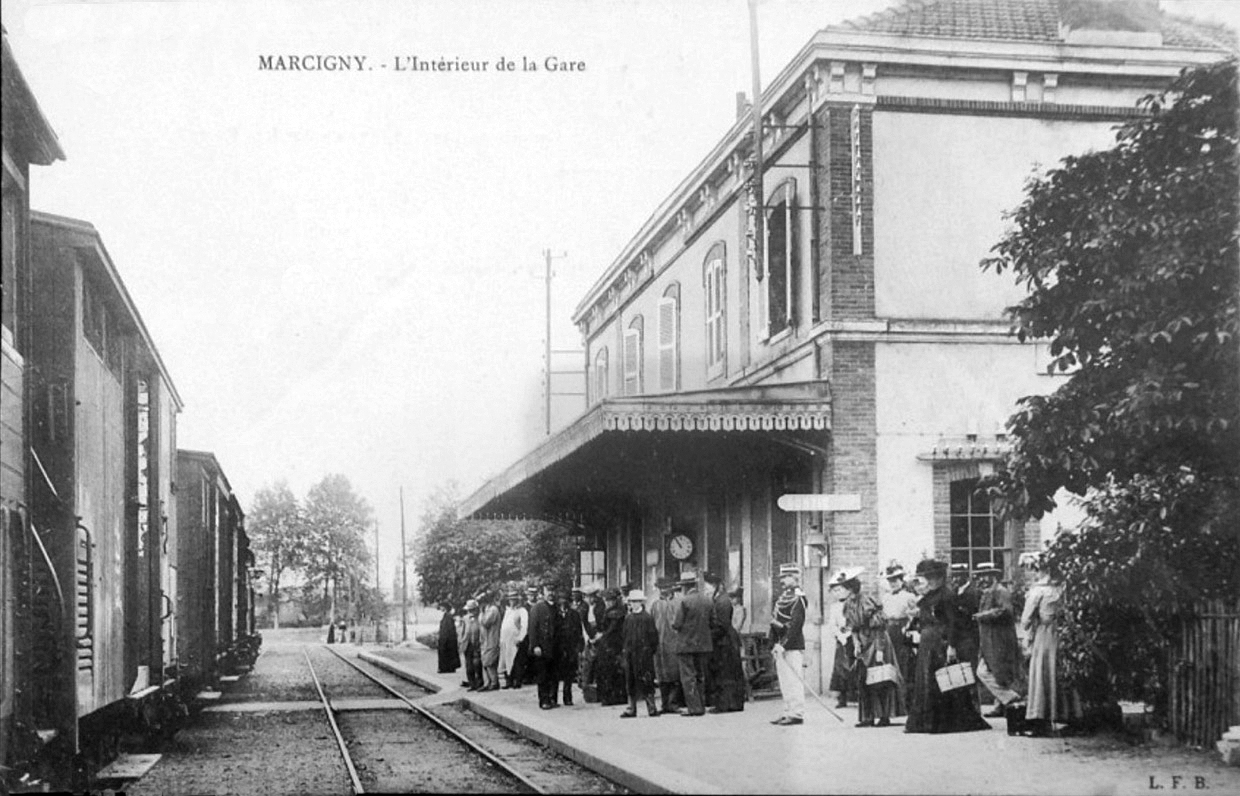

En 1930-1931, les voies de débords sont étendues et les voies d'évitements sont allongées.
La gare est fermée au service des voyageurs, comme la section de ligne du Coteau à Paray-le-Monial le 20 mai 1940. La fermeture aux marchandises a lieu le 24 mai 1990 d'Iguerande à Paray-le-Monial.

## Patrimoine ferroviaire
En 2014, le service patrimonial et inventaire de la région Bourgogne réalise une enquête dans le cadre d'un pré-inventaire de son inventaire général. Elle concerne « L'ancienne gare de Marcigny comprend le bâtiment des voyageurs, un bâtiment d'attente et un hangar destiné au chargement des marchandises pourvu d'un quai surélevé ». En 2017, plusieurs projets de réutilisation n'ayant pas abouti la gare est taguée et en friches alors qu'un nouveau projet « d'un pôle touristique et de services dédiés à l'enfance et la jeunesse » est en cours d'étude à la Communauté de communes de Marcigny,.

Gare en ruine en 2016
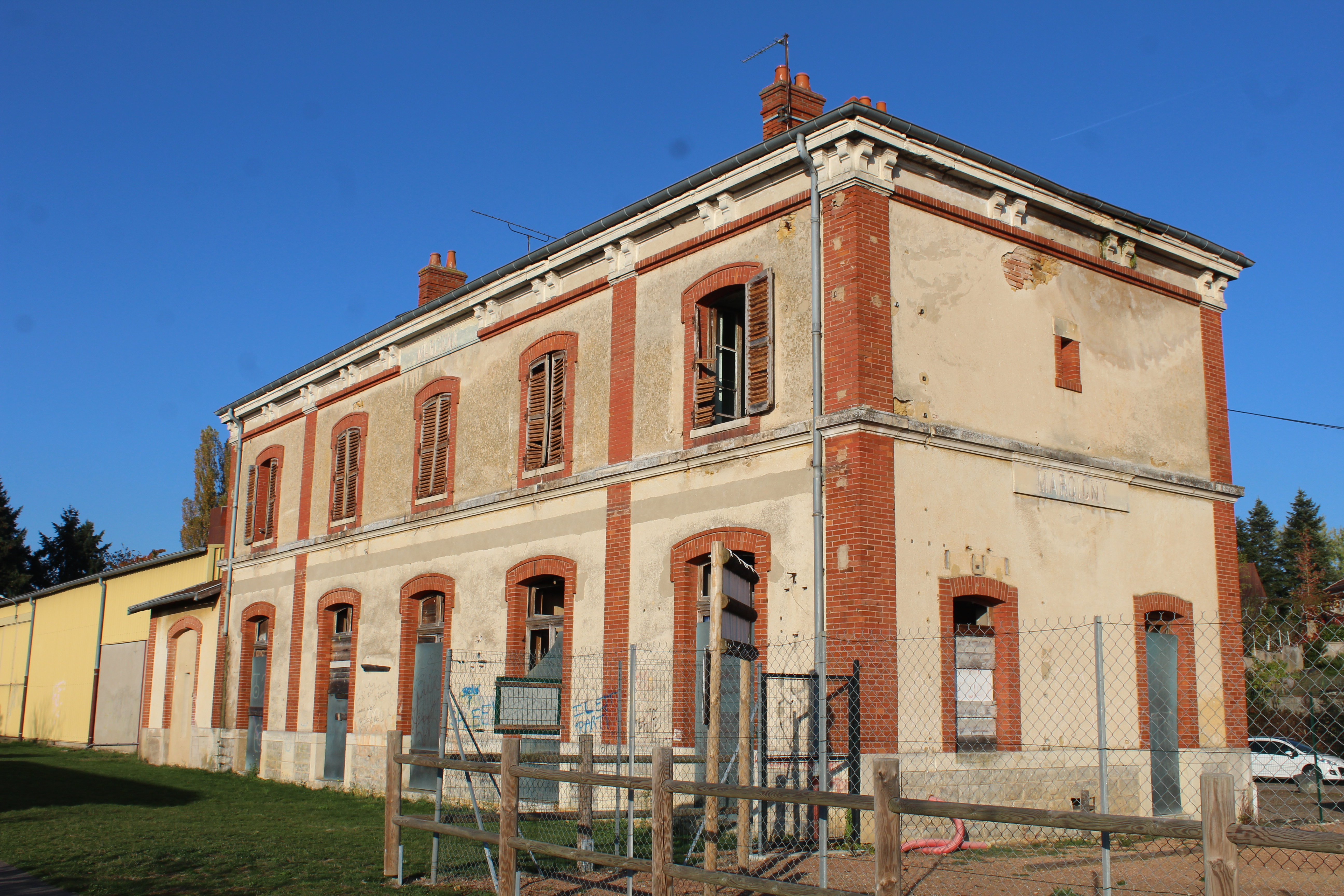
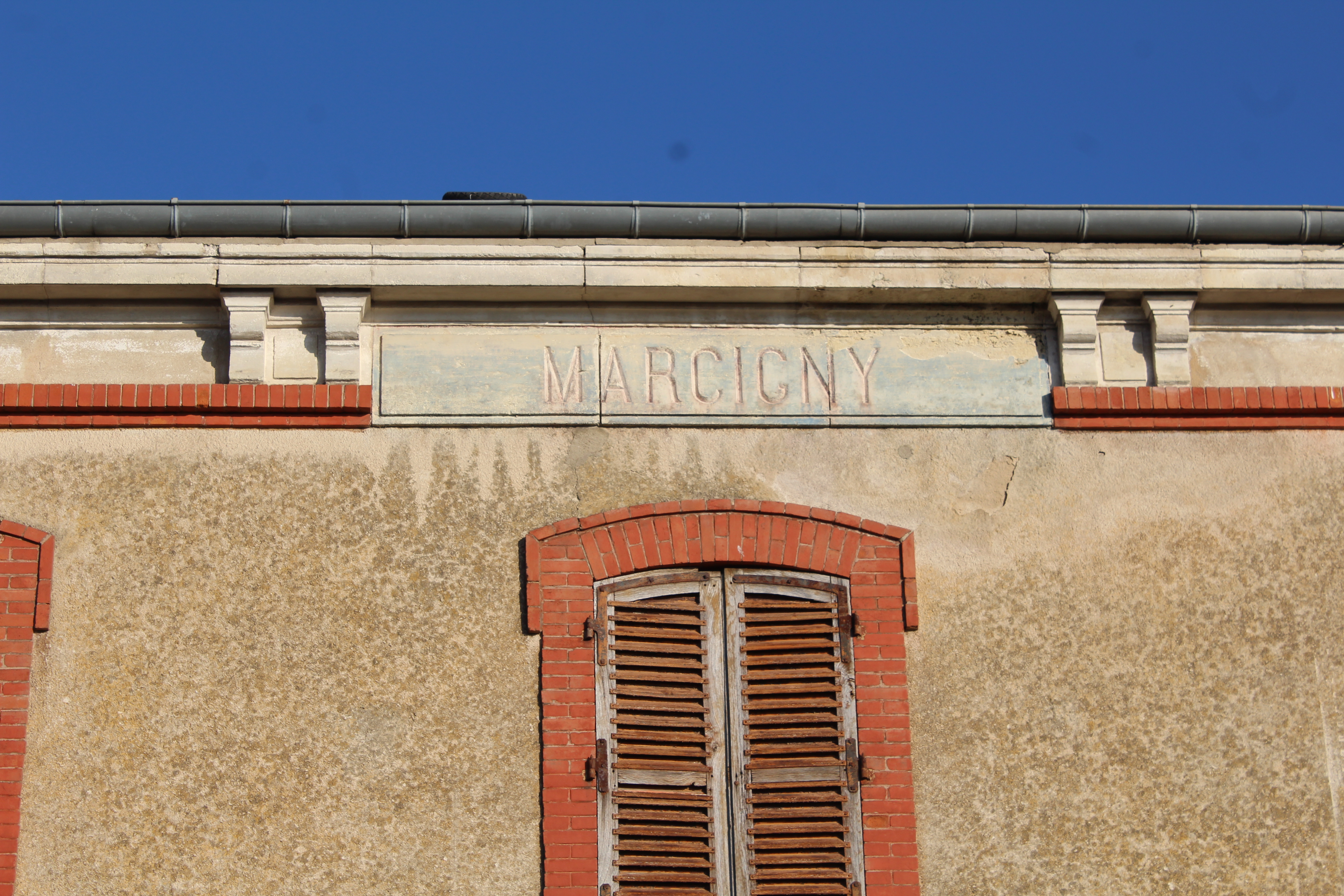
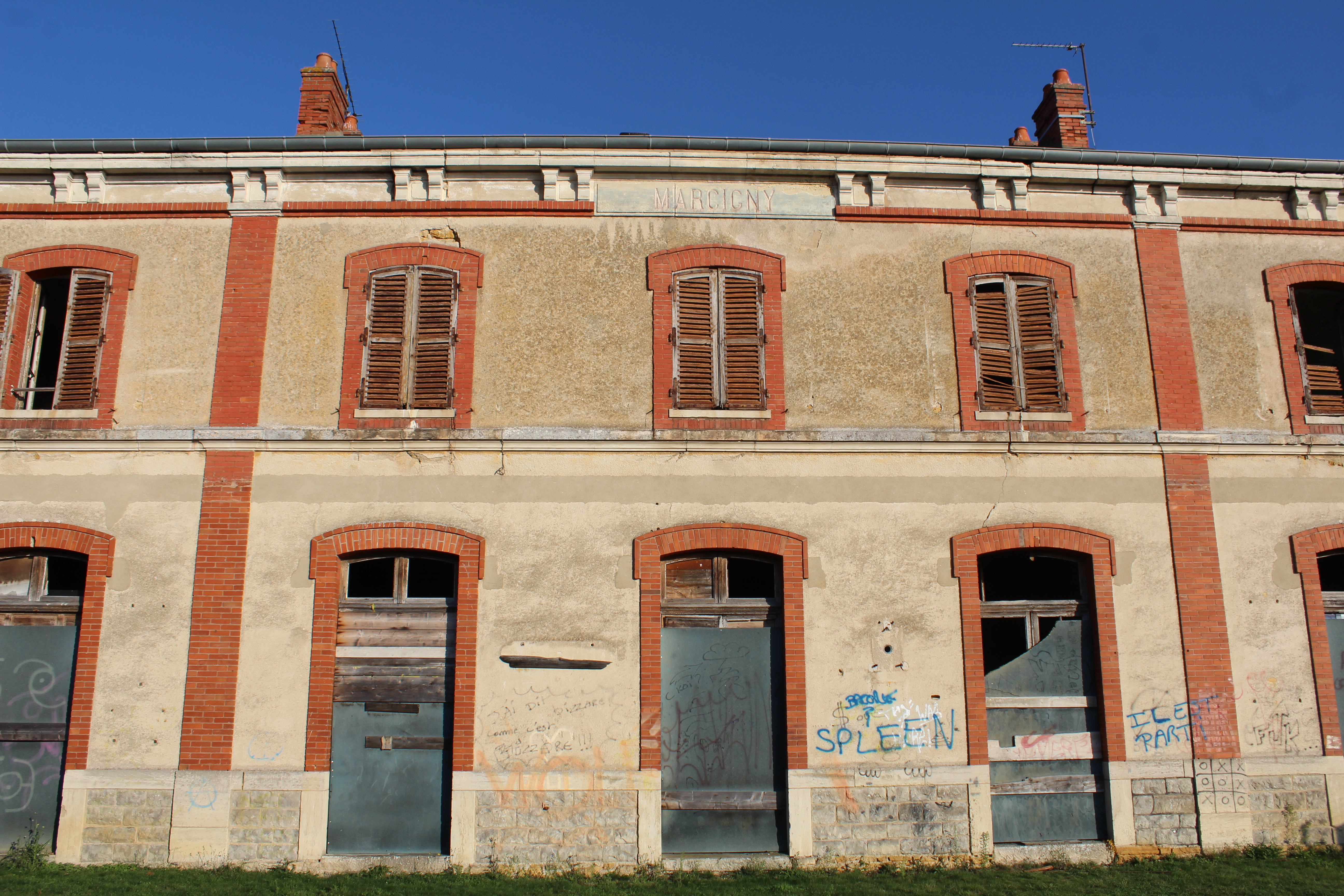

En 2019, le conseil de la Communauté de Communes présente un « projet de réhabilitation des bâtiments de l’ancienne gare de Marcigny, afin de créer un lieu unique d’accueil de l’ensemble des services petite enfance, enfance et jeunesse et de valoriser une porte d’entrée du territoire en bordure immédiate de la voie verte. ». Le chantier prévu en deux tranches consiste à réaliser deux bâtiments de part et d'autre du bâtiment voyageurs de la gare qui doit être restauré et réaménagé pour sa nouvelle affectation. L'emprise de l'ancienne gare et du foncier attenant est cédée pour un euro symbolique par la commune de Marcigny.
En 2021, le chantier en cours a pris du retard.

Restauration en 2020
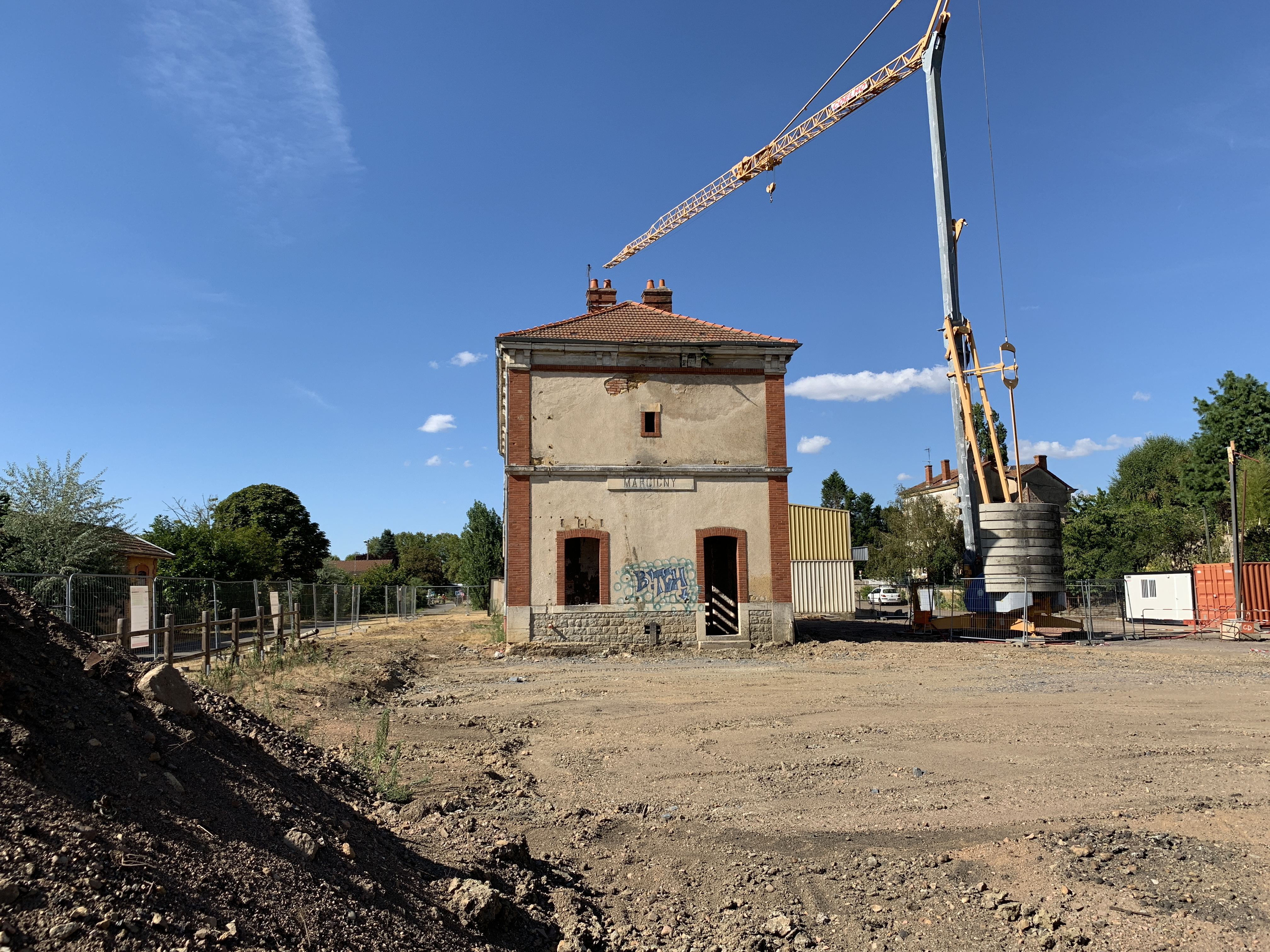
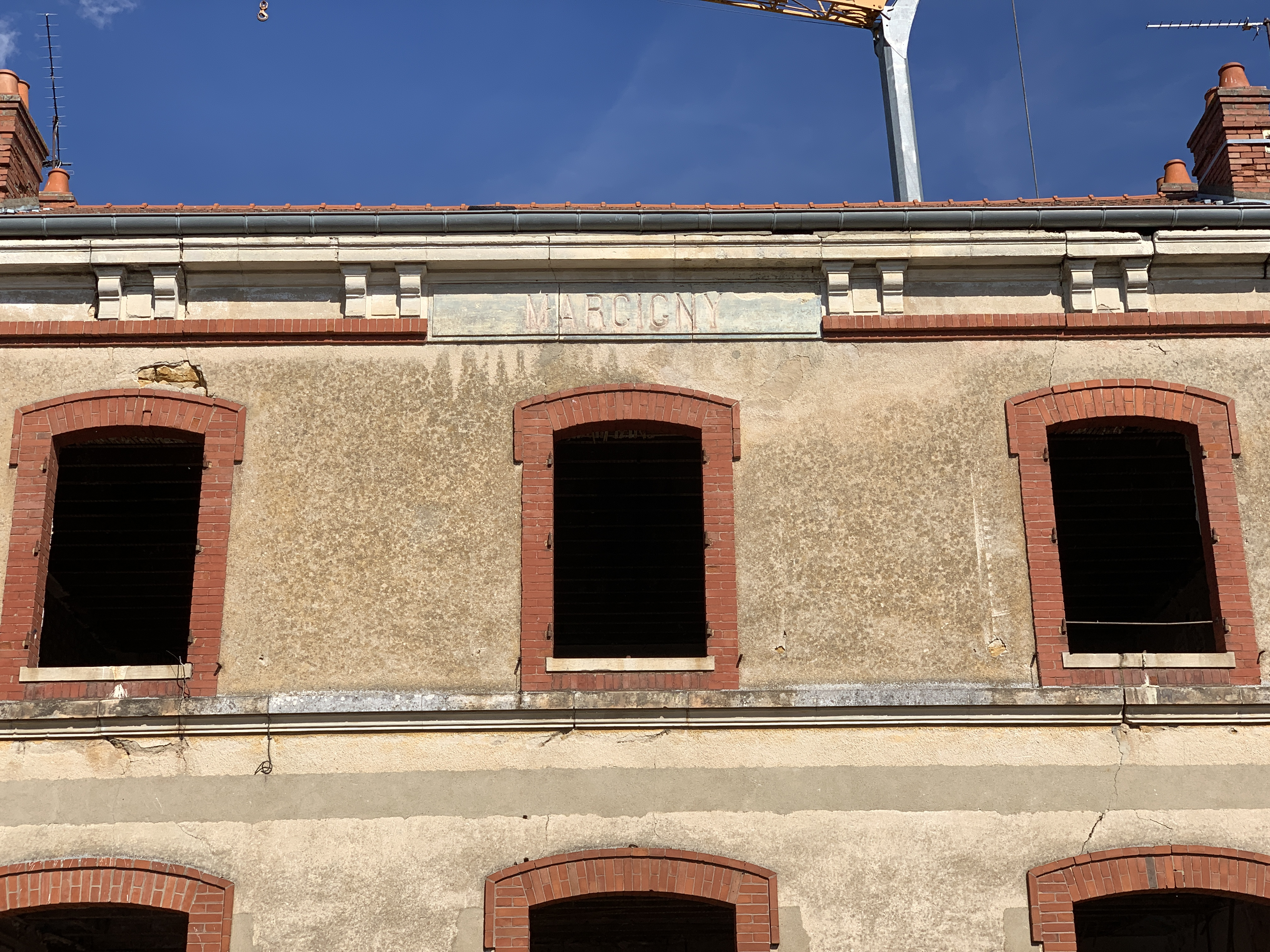
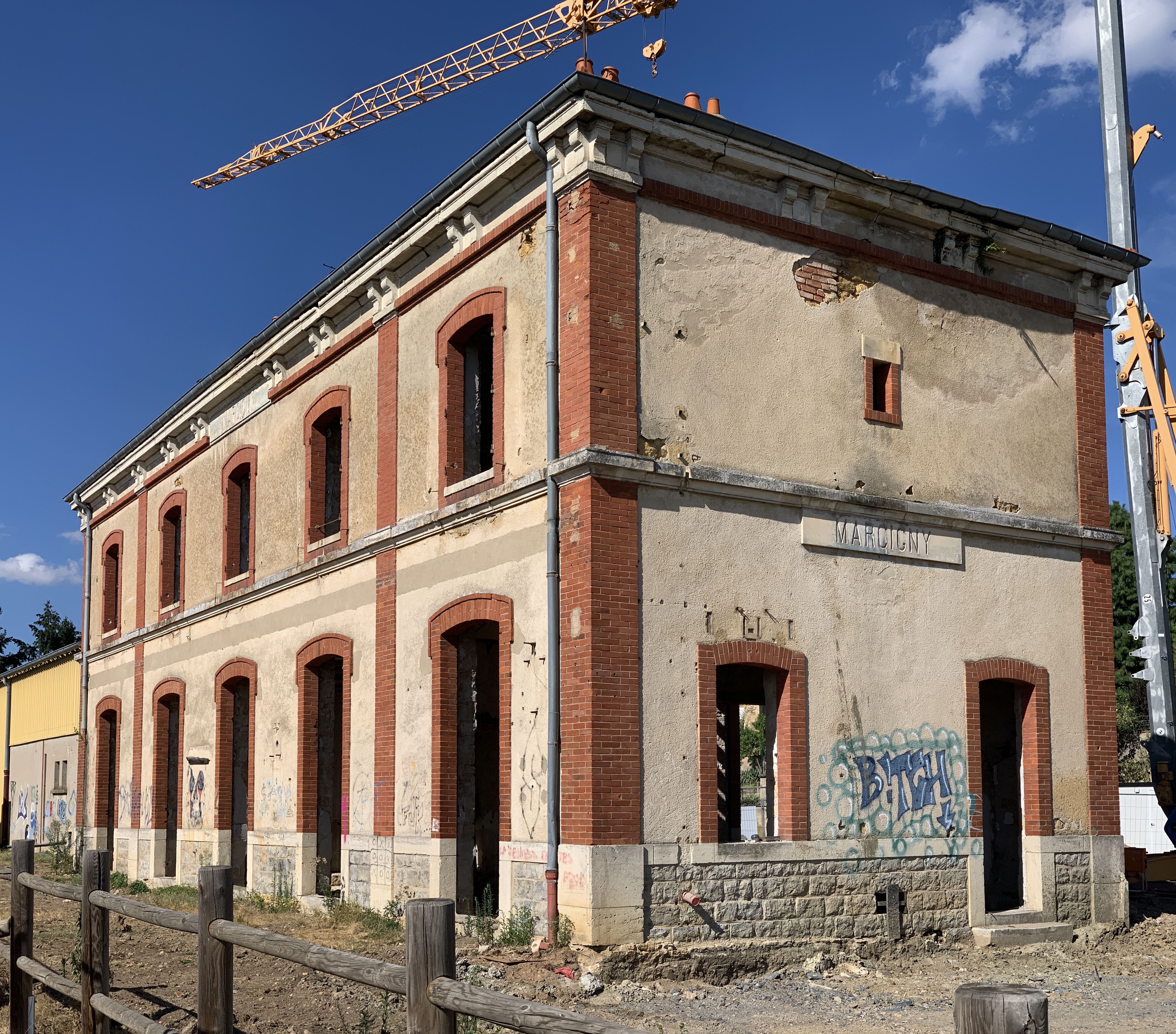

Le chantier se poursuit en 2021 et ce n'est qu'en 2022 que l'antenne Marcigny infos jeunes déménage pour s'installer dans ses nouveaux locaux situés dans l'ancienne gare.

Gare restaurée en décembre 2021
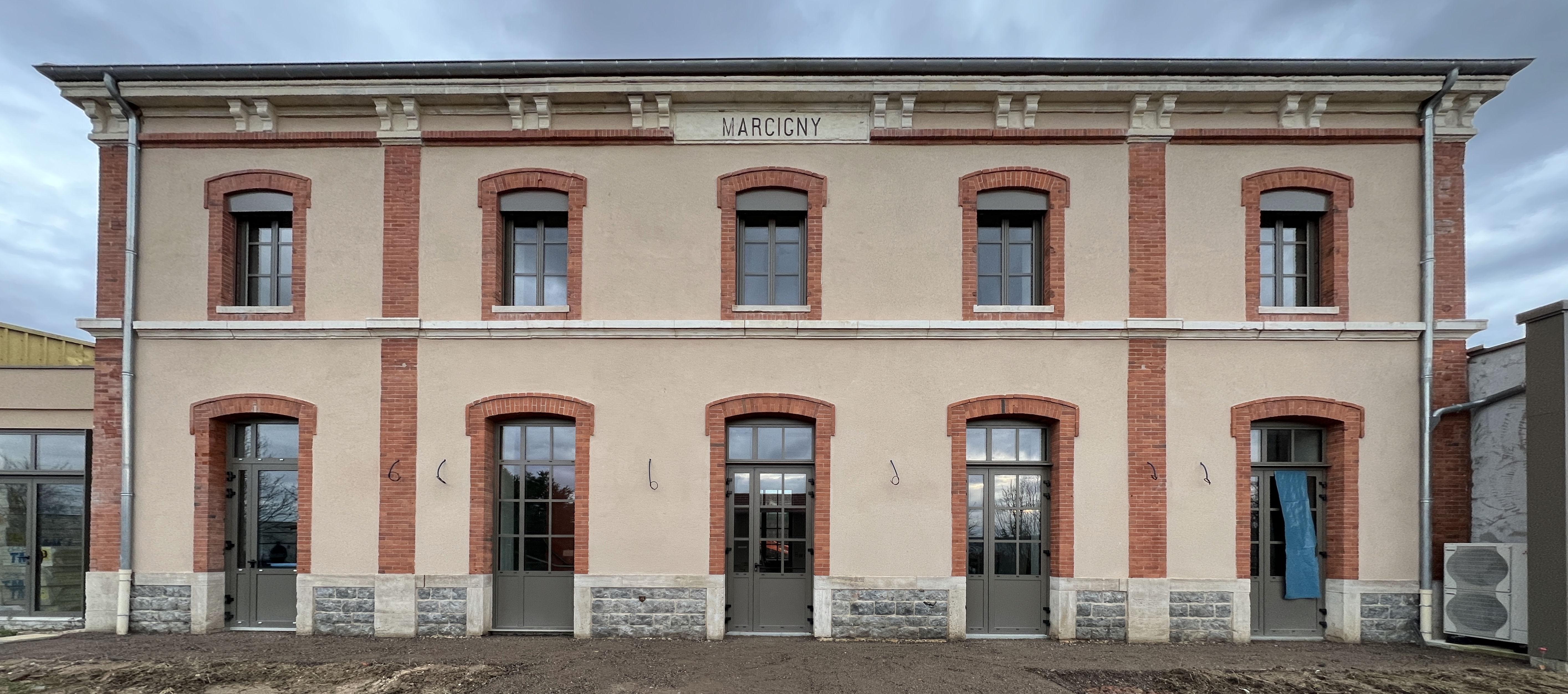
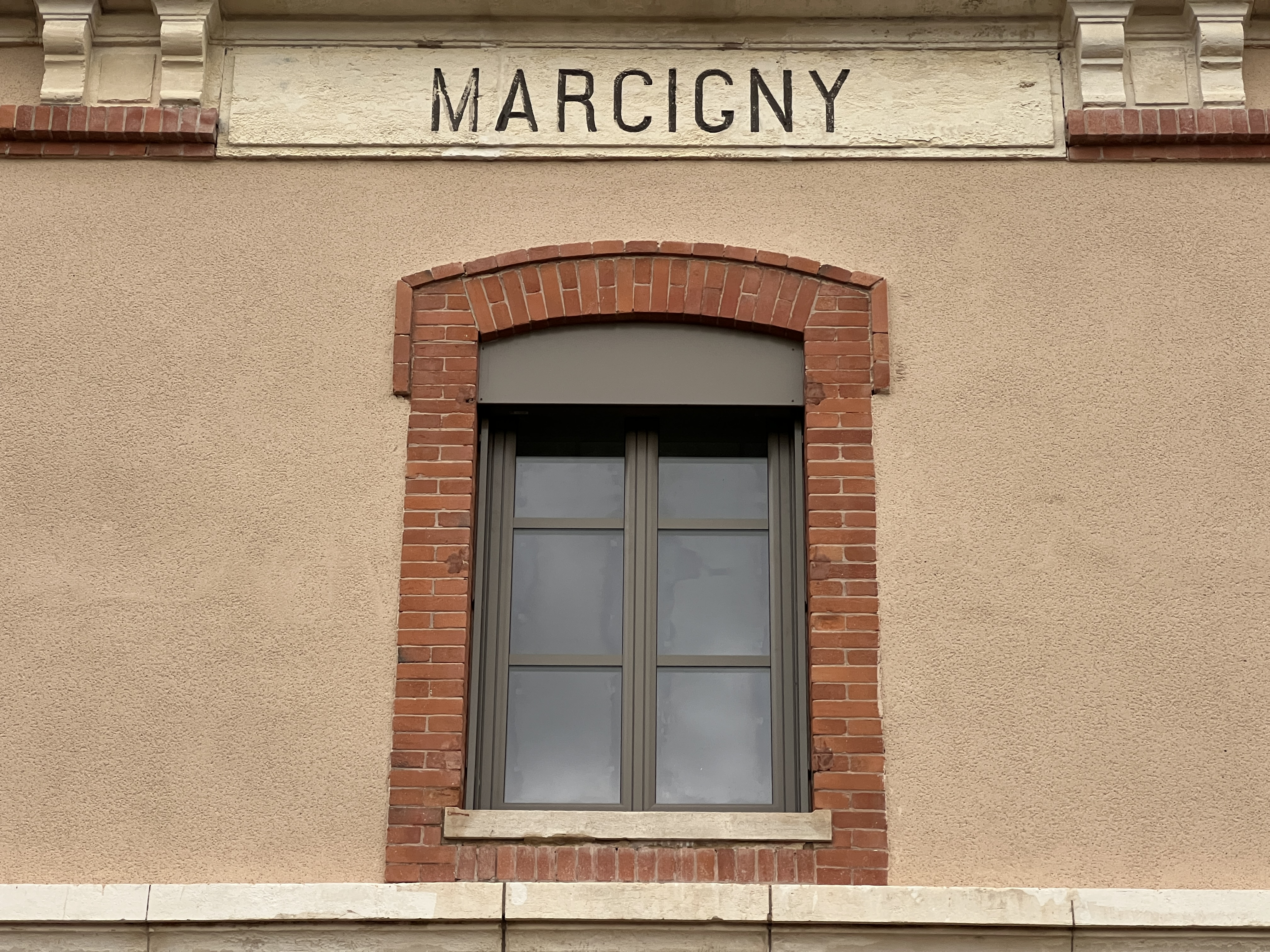